# Coahoma (Texas)
Coahoma é uma cidade  localizada no estado norte-americano do Texas, no Condado de Howard.

## Demografia
Segundo o censo norte-americano de 2000, a sua população era de 932 habitantes.
Em 2006, foi estimada uma população de 912, um decréscimo de 20 (-2.1%).

## Geografia
De acordo com o United States Census Bureau tem uma área de
3,1 km², dos quais 3,1 km² cobertos por terra e 0,0 km² cobertos por água. Coahoma localiza-se a aproximadamente 746 m acima do nível do mar.

## Localidades na vizinhança
O diagrama seguinte representa as localidades num raio de 44 km ao redor de Coahoma.